# 年神
年神、大年神或歲神是日本神话与神道的谷物与年岁之神。

## 大年神
在日本神话《古事记》中须佐之男命和神大市比賣（大山津见的女儿）诞生了大年神。除此之外，两神的孩子还有宇迦之御魂神，也是谷物神。另外，大年神的儿子有御年神、若年神，都具有同样的神格。

## 系譜
大年神被认为是许多神的父亲。 
- 伊怒比賣（天菩比神的女儿）

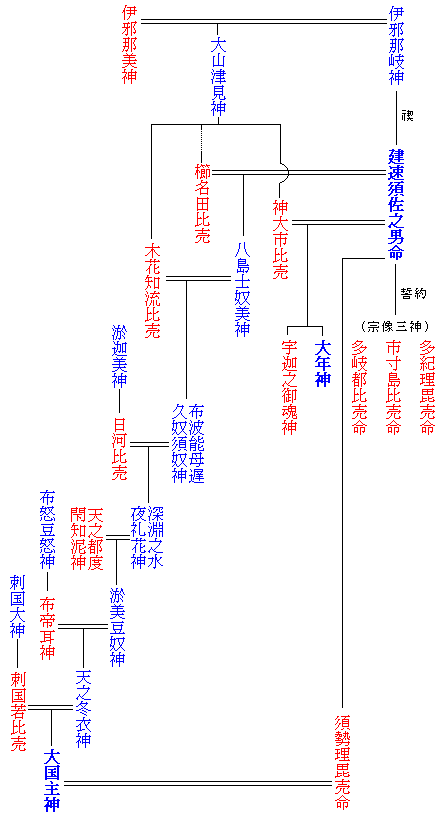
须佐之男的谱系（根据《古事记》）。蓝色是男神，红色是女神

  - 大國御魂神 - 国土神霊。参见：国魂、大国主。
  - 韓神 - 百济渡来氏族信仰神[2]。
  - 曾富理神 - 西田长男认为，祭祀曾富理神是在迁都平安京的延历13年10月20日之后[3]。也被认为是新罗的渡来神[2]。
  - 白日神 - 明亮的太阳之神。
  - 聖神 - 农耕神。

- 香用比賣
  - 大香山户臣神
  - 御年神

- 天知迦流美豆比賣
  - 奥津日子神 - 熾之神。
  - 奥津比賣命 - 同上。别名大户比賣神。女灶神。
  - 大山咋神 - 别名 山末之大主神。比叡山神，日吉大社、松尾大社祭神。
  - 庭津日神 - 照耀庭院的太阳之意。屋敷之神。
  - 阿須波神 - 屋敷之神。
  - 波比岐神
  - 香山户臣神
  - 羽山户神 - 掌管山麓的神。
  - 庭高津日神 - 意为照亮庭院的太阳。屋敷之神。
  - 大土神 - 别名 土之御祖神。土地神。

- 大氣都比賣
  - 若山咋神 - 山神。
  - 若年神
  - 若狭那賣神 - 意为插秧的早乙女。
  - 弥豆麻岐神 - 灌漑之神。
  - 夏高津日神 - 别名夏之賣神。夏日高照之神
  - 秋毘賣神 - 秋之女神。
  - 久久年神 - 稻茎伸长的意思。
  - 久久紀若室葛根神 - 别名若室葛根 。盖新室用葛绳系之意。

## 古語拾遺記載
《記紀》中没有系谱以外的事迹记述。而《古语拾遗》记载，大地主神的田苗因御年神作祟而快要枯萎，传说大地主神供奉白马、白猪等祭祀御年神，田苗就会重新茂盛。

## 来訪神
每年正月家家户户都会来的来访神。根据地方不同，也被称为“歳徳さん、正月様、恵方神、大年神（大歲神）、トシドン、年爺さん、若年さん、年殿”等。
现在保留下来的正月装饰，原本是为了迎接年神。門松是年神来访的附属物，鏡餅则是献给年神的供品。每家每户都制作被称为“年神龛”、“惠方龛”等的龛，在那里供奉对年神的供品。
トシドン是鹿儿岛县萨摩川内市下甑岛传说的年神。
阴阳道认为，娑伽羅龍王的女儿頗梨采女被称为年神，是元旦来访的神灵，后来又习合了祖灵。 

## 穀物神
“年”的词源是谷物，特别是稻子，还寓意着丰收，因此岁神是稻神、丰收神、穀物、農耕神。
信仰的根源是谷物的死亡与再生。随着古代农耕的发展，人们开始在新年伊始祈愿当年的丰收，这就演变成祭祀年神的活动，成为正月的中心活动。

## 祖靈
有些地方将年神作为守护家园的祖先之灵、祖靈来祭祀。因为守护农作的田神和守护家园的祖灵被视作等同，而且田神和祖灵都是来自山上。
柳田邦雄认为，将年的守护神、守护农作的田神、守护家园的祖灵这3个神合为一个信仰的朴素的民间神就是年神。

## 年德神
从中世纪开始，在城镇“年神(岁神)”被称为“年德神(岁德神)”。因为德与得相通，被认为吉利。也被方位学引入，岁德神所在的方位被称为“惠方”，是吉利的方向。
年历上描绘的是女神模样的岁德神，而神话中的大年神是男神，也被认为是老翁的模样。原本是民间信仰的神，其形象是多种多样的。

## 供奉的神社
- 葛木御歲神社 (奈良县御所市、全国にある御歲神社・大歲神社の総本社)
- 向日神社 (京都府向日市)
- 大歲神社 (京都府京都市西京區)
- 大歲御祖神社（靜岡縣静岡市葵區）
- 飛騨一宮水無神社（岐阜县高山市）
- 朝熊神社 (三重县伊勢市)

另外，特别是在西日本，在田间的祠堂作为大岁神社，大岁神被大量祭祀。
在大和神社右殿、中殿祭祀日本大国魂大神，左殿祭祀八千戈大神，右殿祭祀御年大神。根据各种文献说法，《神社要録》中左殿为須沼比神。在《社家说》和《元要记》中，左殿为三輪大明神(大物主)、右殿为天照大神。在《元要记一说》中，右殿为稻仓魂神。

## 脚注
1. ↑  以下、古事記岩波文庫、第30版,1980年、54-55頁「大年神の神裔」より。
2. 1 2  上田正昭「神楽の命脈」(『日本の古典芸能』 第一巻「神楽」、平凡社、1968年)。 （页面存档备份，存于）も参照。
3. ↑  西田長男「曽富理（そふり）神――古事記の成立をめぐる疑惑」（「宗教研究」１８４号）
4. 1 2  .   [2021-11-15]. （原始内容存档于2021-01-01）.
5. ↑  村上健司. . 毎日新聞社. 2000: 240頁. ISBN 978-4-620-31428-0.

## 相关项目
- 神道
- 日本神明列表